# Gimnazion
Gimnazioane
-	construcții ce cuprindeau curți interioare de mari dimensiuni cu încăperi de jur împrejur
-	în concepția gr, educația și mișcarea erau elemente ce se completau, fiind necesare formației tinere
-	2 gimnazii din Atena:- liceul și academia
-	gimn: pentru activități fizice curente; mai există stadioanele- întreceri sportive, de obicei atletice; ele erau aproape spectacole=> stand aveau gradene pentru spectatori 
-	ex: stand de la Delphi-amplasat în apropierea incintei sacre
stand de la Olimpia- destinat și întrecerilor de la jocurile olimpice
-	pistă de alergare- lungime de 180 m- lung standard ce s-a păstrat până recent
-	întrecerile sportive aveau o relație cu credința si ritualurile grecești
-	gradenele erau situate pe o pantă naturală
-	aveau elemente ce reprezentau blockstarturile 
-	pentru curse mai lungi de 180 de m existau elemente ce marcau locul de întoarcere